# Paul de Graaf (zanger)
Paul de Graaf (21 februari 1972) is een Nederlands singer-songwriter die met name Nederlandstalige muziek maakt. Het meest bekend is hij van zijn single "Stappen (4 dagen lang)" uit 2002, de officieuze hymne van de Nijmeegse Vierdaagse die in veel radio- en televisieprogramma's rondom het wandelevenement wordt gebruikt als jingle.
In januari 2000 bracht De Graaf zijn debuut-cd "Puur" uit. Een jaar later volgde de single "Laat je Zien", waarmee hij in Ahoy Rotterdam in de finale stond van het Nationaal Songfestival. 
Sinds 2002 krijgt hij met zijn nummer "Stappen (4 dagen lang)" jaarlijks veel media-aandacht. De plaat behaalde in 2004 een notering in de Mega Charts (hoogste plaats 46) en stond in 2007 op de eerste plaats in de Download Top 10. Op onderdelen van het wandelevenement als de traditionele Vlaggenparade en de Vierdaagsemis brengt De Graaf het nummer ten gehore.
In november 2005 verscheen de compilatie-cd "Greetings from Nijmegen", met daarop bijdragen van o.a. Frank Boeijen en Maud. Op deze cd zong De Graaf een vertaling van het lied "Oh Child", van Nina Simone ("Ooh m'n lief"). In 2007 begeleidde hij als technicus de fluitist Chris Hinze door Namibië en Zuid-Afrika.
In 2011 verscheen de single "Allemaal Gestolen". Het lied, met in de videoclip de hoofdrol voor zijn zoon, werd goed ontvangen en is landelijk op radio en tv gedraaid.
17 juli 2012 verscheen zijn nieuwste single "Arjen (je was alles tegelijk)". Een eerbetoon en tegelijkertijd een levenslied geschreven voor een overleden vriend. 17 september verscheen de videoclip bij het lied.
10 oktober 2012 bracht hij het protestlied tegen het mogelijk verdwijnen van het Labyrinth in Nijmegen: "Het Labyrinth moet blijven".
In 2014 verscheen het album "Tijd". 
Van het album "Tijd" verscheen najaar 2014 de single "Naarmate".
Paul de Graaf is naast zijn solo-optredens ook actief in vele andere bezettingen. Hij is sinds 2001 de vaste presentator van het Bevrijdingsfestival in Wageningen.

## Discografie

### Singles
- 2001: Laat je Zien
- 2002: Stappen (4 dagen lang)
- 2003: Hilde/Geluk(t)
- 2004: Mijn Geheim
- 2005: Park'44
- 2011: Allemaal Gestolen
- 2012: Arjen (Je was alles tegelijk)
- 2012: Het Labyrinth moet blijven
- 2014: Naarmate
- 2015: Ons aardse paradijs

### Albums
- 2000: Puur
- 2014: Tijd
- 2016: De mooiste vier dagen van het jaar